# Ductus pancreaticus

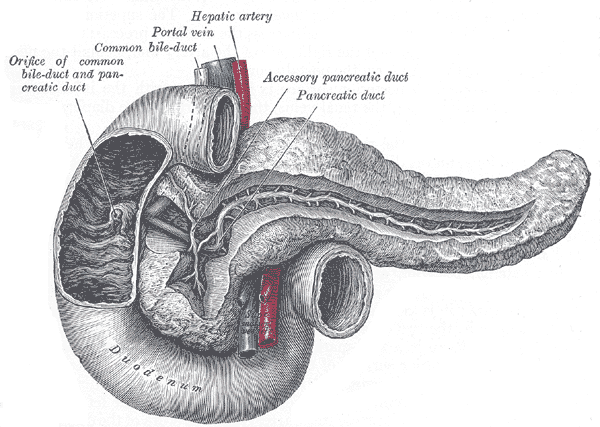
Bauchspeicheldrüse und Zwölffingerdarm. Die Pankreasgänge und die Papille sind freipräpariert.

Der Ductus pancreaticus (lateinisch für „Bauchspeicheldrüsengang“) ist einer der Ausführungsgänge, beim Menschen im Regelfall der einzige Ausführungsgang für den exokrinen Anteil der Bauchspeicheldrüse (griechisch-lateinisch Pancreas). Der Ductus pancreaticus wird nach seinem Entdecker Johann Georg Wirsung auch als Wirsung-Gang oder Ductus Wirsungianus bezeichnet. Nach eigener Aussage hatte ihn allerdings ein Jahr zuvor (1641) sein Schüler Moritz Hofmann bei einem Truthahn nachgewiesen. 
Der Ductus pancreaticus ist beim Menschen etwa 2 mm weit und mündet im vorderen Zwölffingerdarm auf der Papilla duodeni major (Papilla Vateri). Über den Ductus pancreaticus gelangen die in der Bauchspeicheldrüse gebildeten Verdauungsenzyme in den Dünndarm.
Über im Ductus pancreaticus befindliche Steine (Pankreassteine) berichtete 1671 erstmals Reinier de Graaf. Eine operative Entfernung unternahmen erstmals Gould (1898) und Arthur Mayo-Robson (1903).

## Entstehung und vergleichende Anatomie
Der Ductus pancreaticus entsteht embryonal aus der kleineren bauchseitigen (ventralen) Pankreasknospe. Diese ist zunächst paarig, die beiden Hauptsprosse vereinigen sich aber bei den Säugetieren zu einem Gangsystem. Bei der Drehung des Magens und der Vereinigung der Pankreasanlagen erhält beim Menschen auch das Hohlraumsystem der rückenseitigen Anlage der Bauchspeicheldrüse Anschluss an den Ductus pancreaticus, so dass dieser der alleinige Ausführungsgang des Organs wird. Dies ist auch bei anderen Säugetieren wie bei Katzen und Schafen der Fall.
Bei Pferden und Hunden bleiben dagegen beide Hauptausführungsgänge erhalten, so dass neben dem Ductus pancreaticus noch der zusätzliche Bauchspeicheldrüsengang (Ductus pancreaticus accessorius) ausgebildet ist. Dies kann beim Menschen ebenfalls als Varietät auftreten. 
Bei Schweinen und Rindern bildet sich dagegen der Ausführungsgang der ventralen Anlage zurück, ihnen fehlt daher der Ductus pancreaticus. Bei ihnen wird der Ductus pancreaticus accessorius zum alleinigen Ausführungsgang der Bauchspeicheldrüse.